# Ilha dos Amores (Malhoa)
Ilha dos Amores é uma pintura a óleo sobre tela não datada, de c. de 1908, do artista português da corrente do naturalismo José Malhoa (1855-1933), obra que está atualmente ao Museu Militar de Lisboa.
Em Ilha dos Amores, Malhoa consegue transmitir o clima de sensualidade e paganismo das estrofes do Canto IX de Os Lusíadas, demonstrando esta pintura, escaldante de erotismo, a competência de Malhoa para pintar o nu feminino que comprovara desde logo numa das suas primeiras obras, Descanso do Modelo (imagem em baixo), de 1984.:61
Pintor da primeira geração de naturalistas, atento aos costumes populares e à vida burguesa, Malhoa faz nesta pintura uma incursão pela pintura de história, com uma sensualidade e erotismo pouco comum na sua extensa obra.

## Ilha dos Amoresde Camões
Os Lusíadas, Canto IX, estrofe 83:

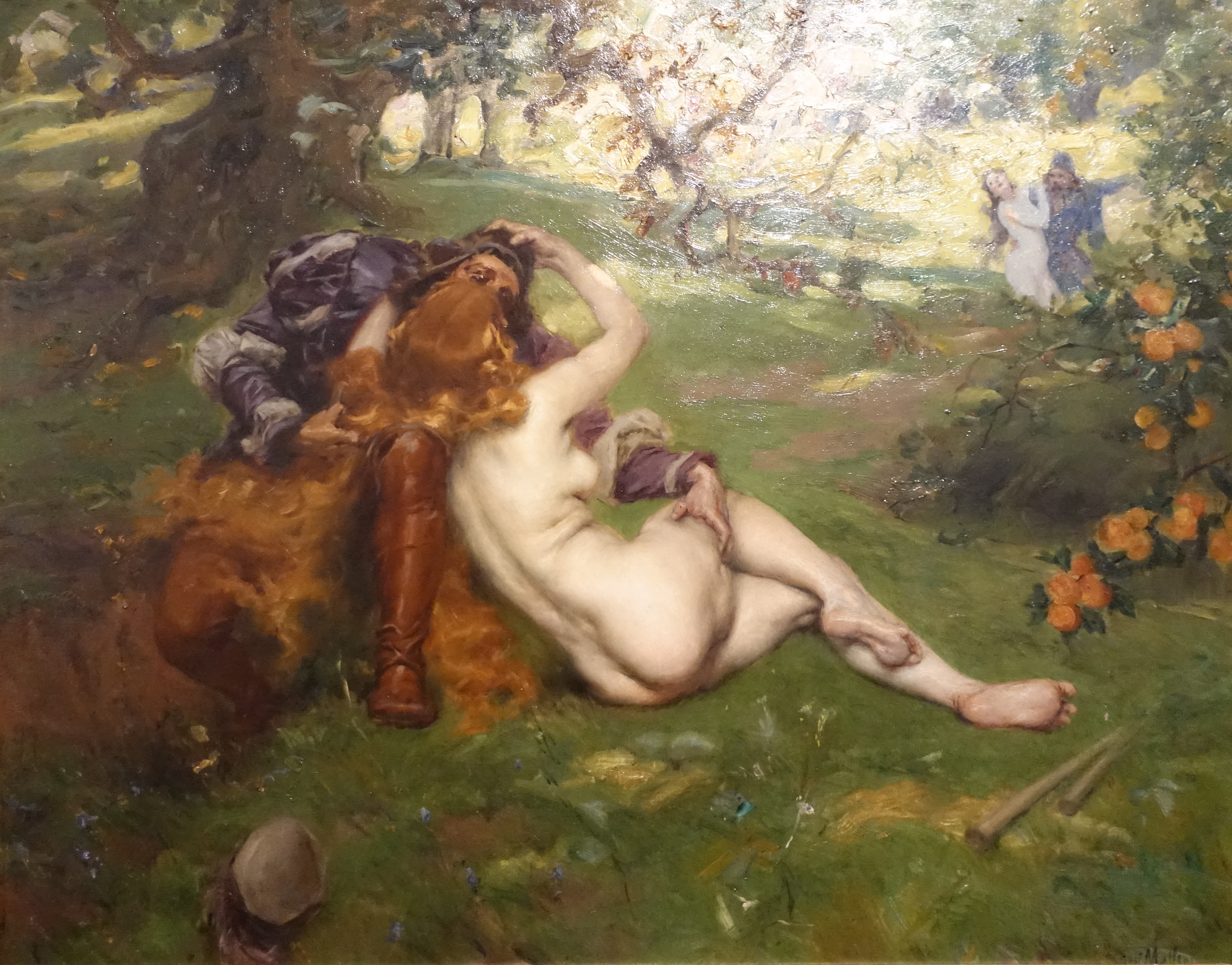
A Ilha dos Amores (1908), versão de dimensões mais reduzidas (72,5x92,5), de José Malhoa, no Museu Nacional Soares dos Reis

Ó que famintos beijos na floresta,
E que mimoso choro que soava!
Que afagos tão suaves, que ira honesta,
Que em risinhos alegres se tornava!
O que mais passam na manhã, e na sesta,
Que Vénus com prazeres inflamava,
Melhor é experimentá-lo que julgá-lo,
Mas julgue-o quem não pode experimentá-lo.

## Descrição
No centro da pintura, em  primeiro  plano,  está uma figura feminina nua de costas que “se alonga de costas, agarrando o homem que, por sua vez, a agarra possessivamente, numa sensualidade poderosa com eco na exuberância da paleta da paisagem edénica que os envolve”. Outro casal aproxima-se ao longe, sendo visível a nudez da Ninfa.

## Apreciação

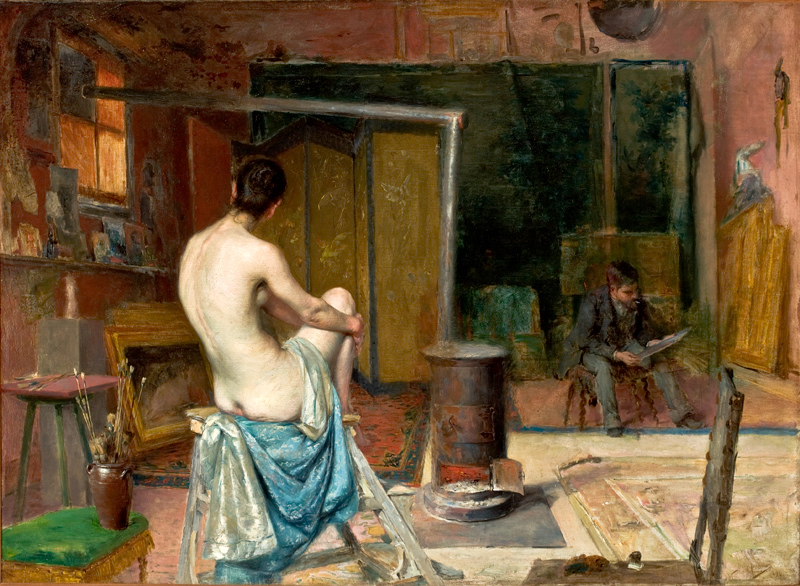
O Ateliê do Artista, ou Descanso do Modelo (1893-1894), de José Malhoa, no Museu de Arte de São Paulo

Segundo Fernando Moreira Marques, na transição do século XIX para o século XX, os temas camonianos foram fonte de inspiração para vários artistas, como Columbano Bordalo Pinheiro, tal como tinha sido um século antes para Vieira Portuense, tendo José Malhoa, também tocado pelo persistente sentimento romântico e nacionalista, pintado uma versão de pequenas dimensões de a Ilha dos Amores para o Museu Nacional Soares dos Reis. Pintor da primeira geração de naturalistas, atento aos costumes populares e à vida burguesa, Malhoa faz aqui uma incursão pela pintura de história, com uma sensualidade e erotismo pouco comum na sua extensa obra.
Ainda para Fernando Moreira Marques, a narrativa mítica dos Descobrimentos portugueses serve para a apresentação do corpo feminino como objeto de desejo. A intensidade física da composição, onde a sensualidade se revela de forma explícita, como no pormenor da mão feminina cravada do navegador, remete para um erotismo caro ao imaginário sexual masculino. Esta pintura sobre o episódio da Ilha dos Amores invoca um conjunto de símbolos do desejo e prazer sexual como marcas de uma masculinidade viril e dominadora. O amor carnal é um prémio para os heróis masculinos, que as belas e sensuais Ninfas têm por missão satisfazer. A própria ilha surge associada ao corpo feminino e conotada com a realização sexual, como recompensa para quem sabe manejar o engenho e a força.
Para Adalberto Mattos, Ilha dos Amores é uma obra empolgante, digna do engenho criador do velho mestre, uma manifestação forte, cheia de particularidades impressionantes que tem o poder de seduzir ao primeiro exame o mais exigente comentador de coisas de arte.

### Ligação externa
- Página oficial do Museu Militar de Lisboa na página do Exército Português: